# Linde (Heraldik)
Die Wappenfigur Linde ist in der Heraldik eine gemeine Figur und wird sehr unterschiedlich genutzt. Entweder handelt es sich um einen Lindenbaum oder nur ein Blatt (Lindenblatt). Auch sind viele Blätter im Wappen oder ein Lindenzweig möglich. Wird die Linde als Baum im Wappen dargestellt, so dienen wenige unverhältnismäßig große Blätter als Erkennung.
Die Linde wird in Deutschland als Gerichtsbaum angesehen (Gerichtslinde). Hier lässt sich eine Beziehung zum Notariatssignet herstellen. Diese wurden mit den beliebten Lindenblättern geschmückt und fanden auch Eingang in die Wappen von Notaren.
In der natürlichen Darstellung sind die Lindenblätter auf vielen älteren Wappen zu finden. Besonders im Oberwappen wurden Lindenblätter an Büffelhörner oder Stäben gesteckt, die bereits im Mittelalter grün tingiert wurden. Beispiele sind die Wappen der Landgrafschaft von Thüringen und Hessen. Viele Wappen zeigen in der modernen Heraldik ein stilisiertes Lindenblatt, beziehungsweise diese auch in größerer Anzahl. Die stilisierte Form ist stets herzförmig, meist mit glattem Rand und zumeist mit deutlich ausgezogener Spitze. Alle heraldische Farben sind gebräuchlich, aber Grün, Gold und Silber sind bevorzugt.
Die Linde und ihre Blätter sind geeignet für redende Wappen. Unter den vielen Wappen sind Beispiele, wie Lindau (Bodensee) und Lindau bei Zerbst zu nennen.
Hat ein gemeines Kreuz stilisierte Lindenblätter an den Kreuzarmen, spricht ein Heraldiker vom Lindenblattkreuz.
Der rote achtblättrige Lindenzweig im silbernen Schild ist im Wappen der fränkischen Familie Grafen von Seckendorff abgebildet und ähnelt dem Wappen von Sugenheim unten in der Galerie. Ihm fehlt nur das rote Schildhaupt.
Auch Wappenschnitte werden nach der Linde benannt. Diese als Blattschnitt bezeichnete Teilung im Schild wird Lindenblattschnitt genannt und ist eine lindenblattförmige Schildteilung bei der beiderseits aus der Schnittlinie das Blatt in das Feld hineinragt. In dieser Form ist es ein Heroldsbild.

## Beispiele

Entwurzelte Lindenstaude mit Blattäderung (Lörzweiler/DE)
Lindenzweig (Rödermark/DE)
Lindenzweig (Sugenheim/DE)
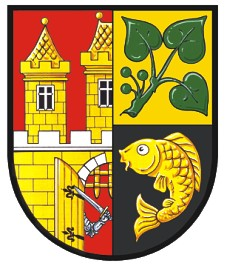
Lindenzweig (Dolní Počernice (Unter Potschernitz)/CZ)
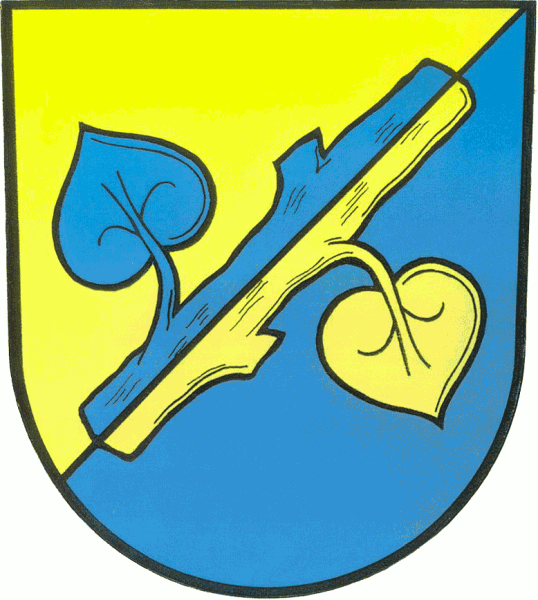
Lindenzweig (Hnojník (Hnoinik)/CZ)
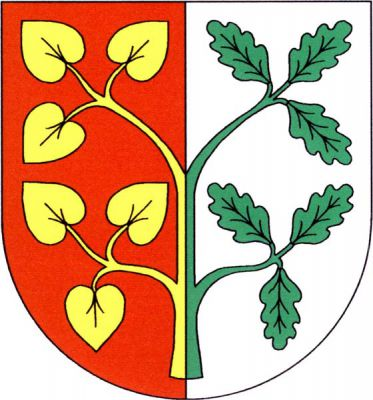
Lindenzweig (Všelibice (Schellwitz)/CZ)
Lindenzweig (Großes Wappen der Tschechoslowakei (1920–1938))
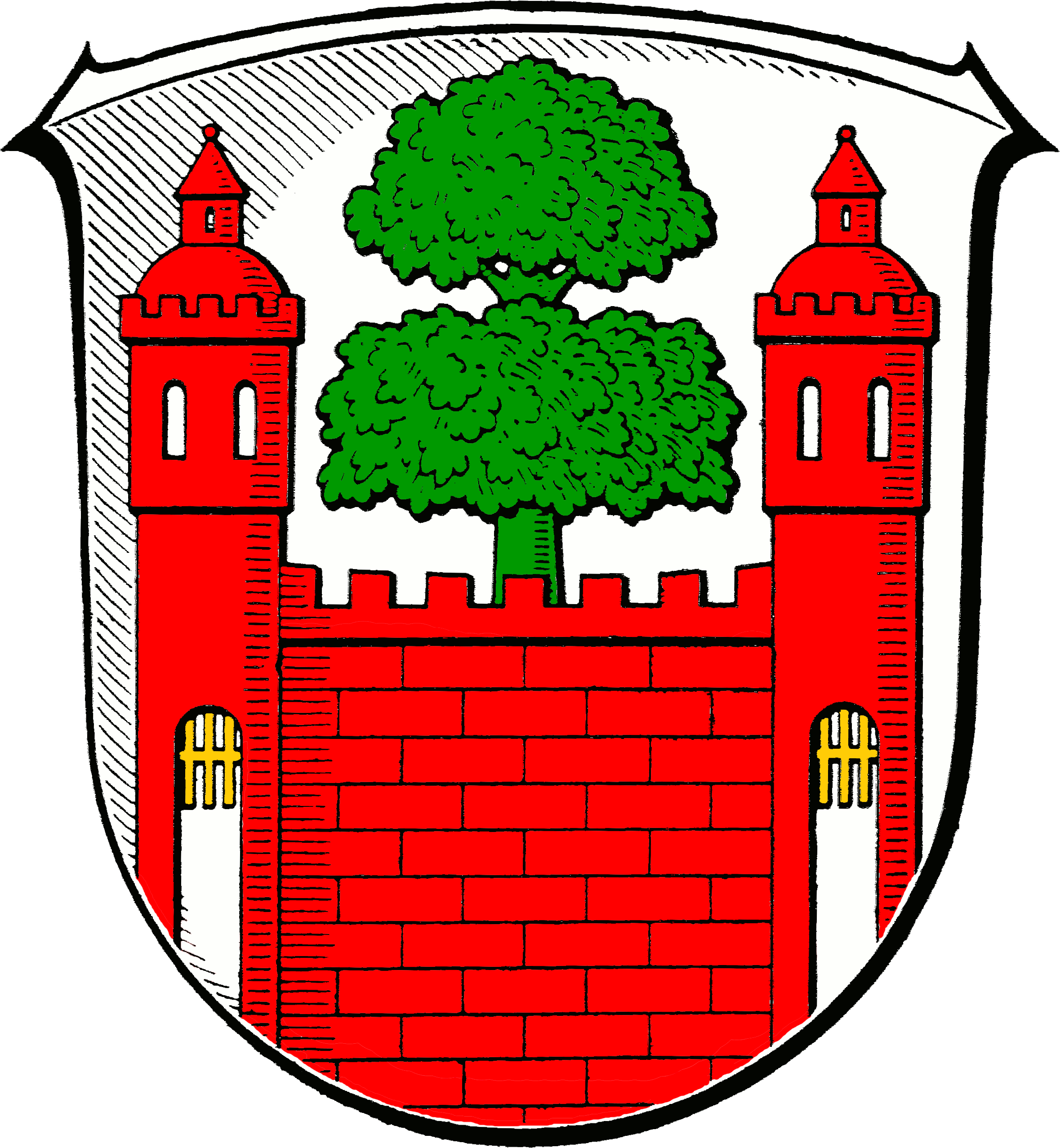
Gestufter Lindenbaum über einer Zinnenmauer (Lindheim/DE)
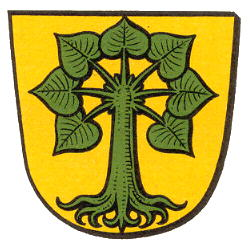
Lindenbaum (Lindenholzhausen/DE)
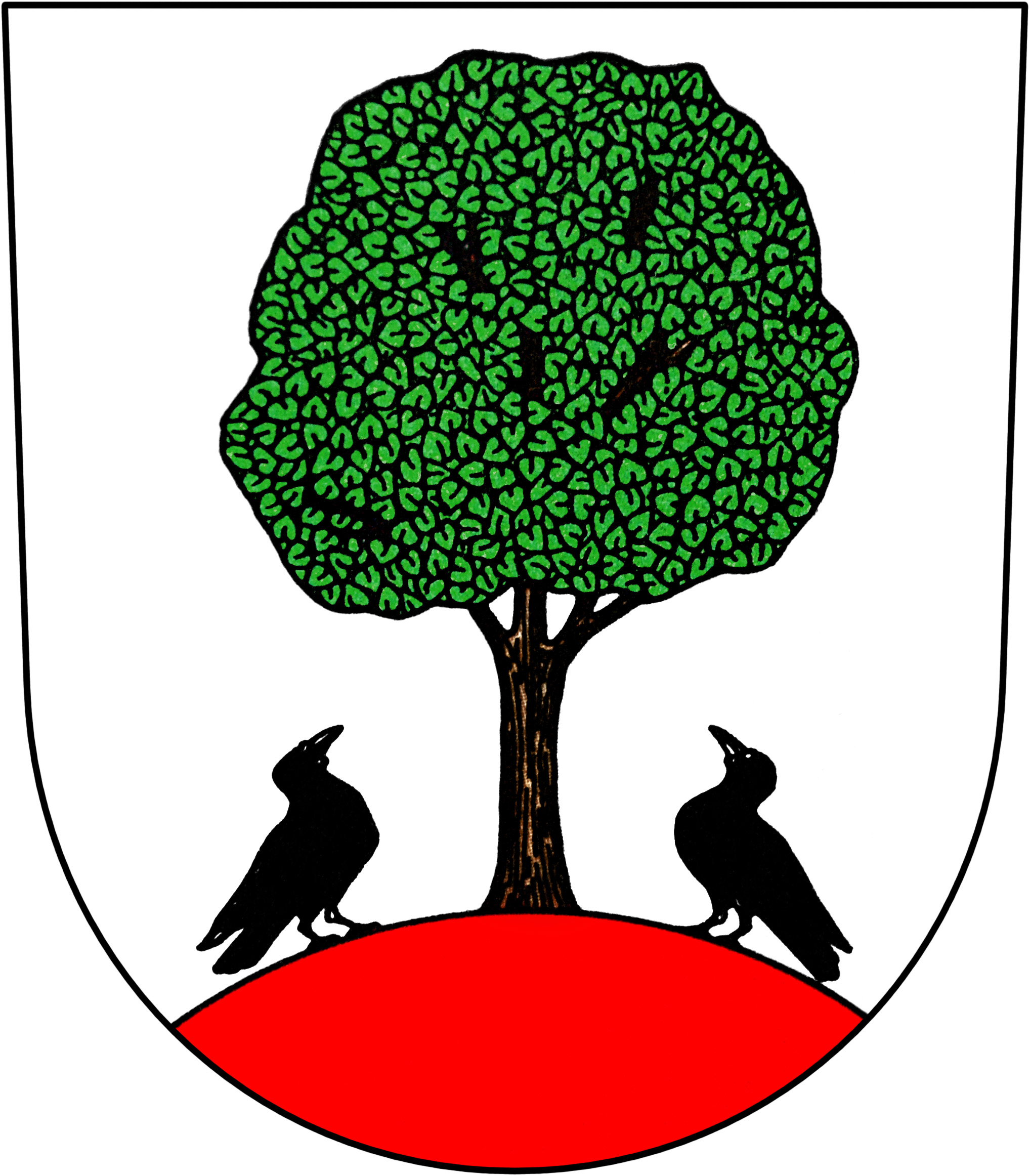
Lindenbaum (Libštát (Liebstadtl)/CZ)
Lindenbaum (Lipovec (Seibotschlag)/CZ)
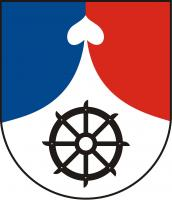
Lindenblatt (Lipovec (Lipowetz)/CZ)
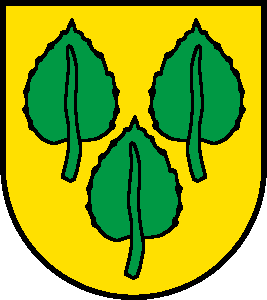
Drei Lindenblätter (Kriegstetten/CH)
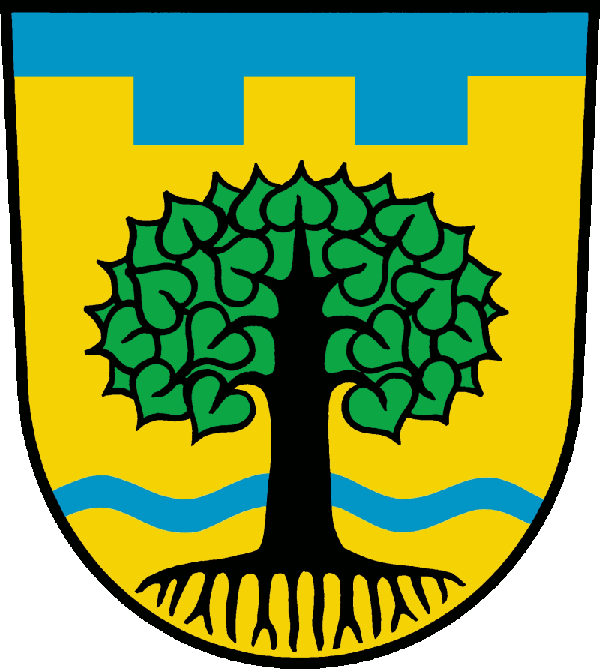
Lindenbaum (Lindenau/DE)
Lindenbaum (Lindau/Bodensee/DE)
Blatt mit Lindenblüte (Lindau bei Kiel/DE)
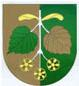
Lindenblätter mit Lindenblüte (Lipowa/PL)
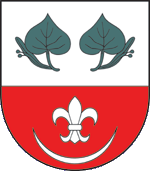
Lindenblätter mit Lindenblüte (Pozořice (Posorschitz)/CZ)
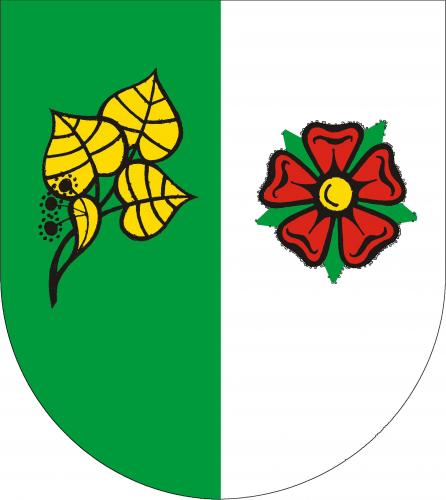
Lindenblätter mit Lindenblüte (Želeč (Scheletsch)/CZ)
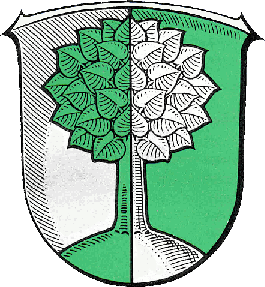
Lindenbaum (Dietkirchen/DE)
Lindenbaum (Lipezk/RU)
Redender Lindenbaum (Schönerlinde/DE)
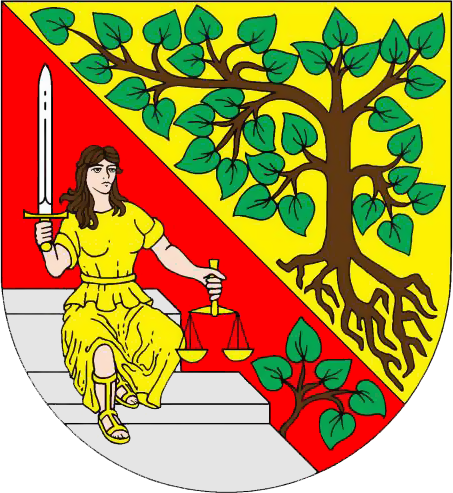
Lindenbaum und Lindenzweig (Krásná Lípa (Schönlinde)/CZ)
Lindenbaum (Hostinné (Arnau)/CZ)
Lindenblatt (Otrokovice (Otrokowitz)/CZ)
Lindenblätter, ebenfalls verwechselt (Utzenstorf/CH)
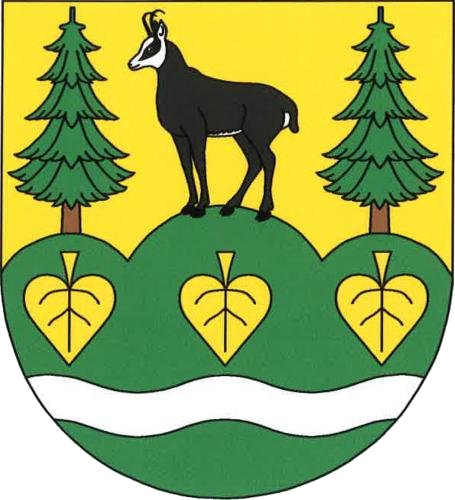
Lindenblätter (Kunratice (Kunnersdorf)/CZ)
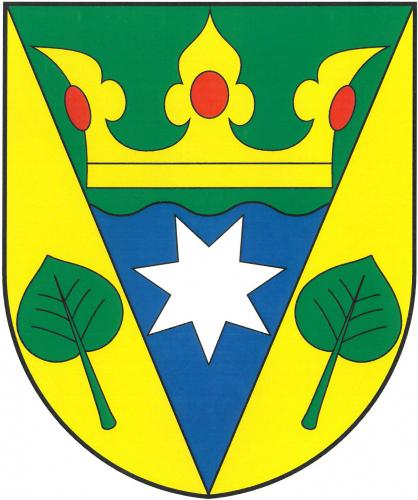
Lindenblätter (Libotov (Liebthal)/CZ)
Lindenblätter (Lipno nad Vltavou (Lippen)/CZ)
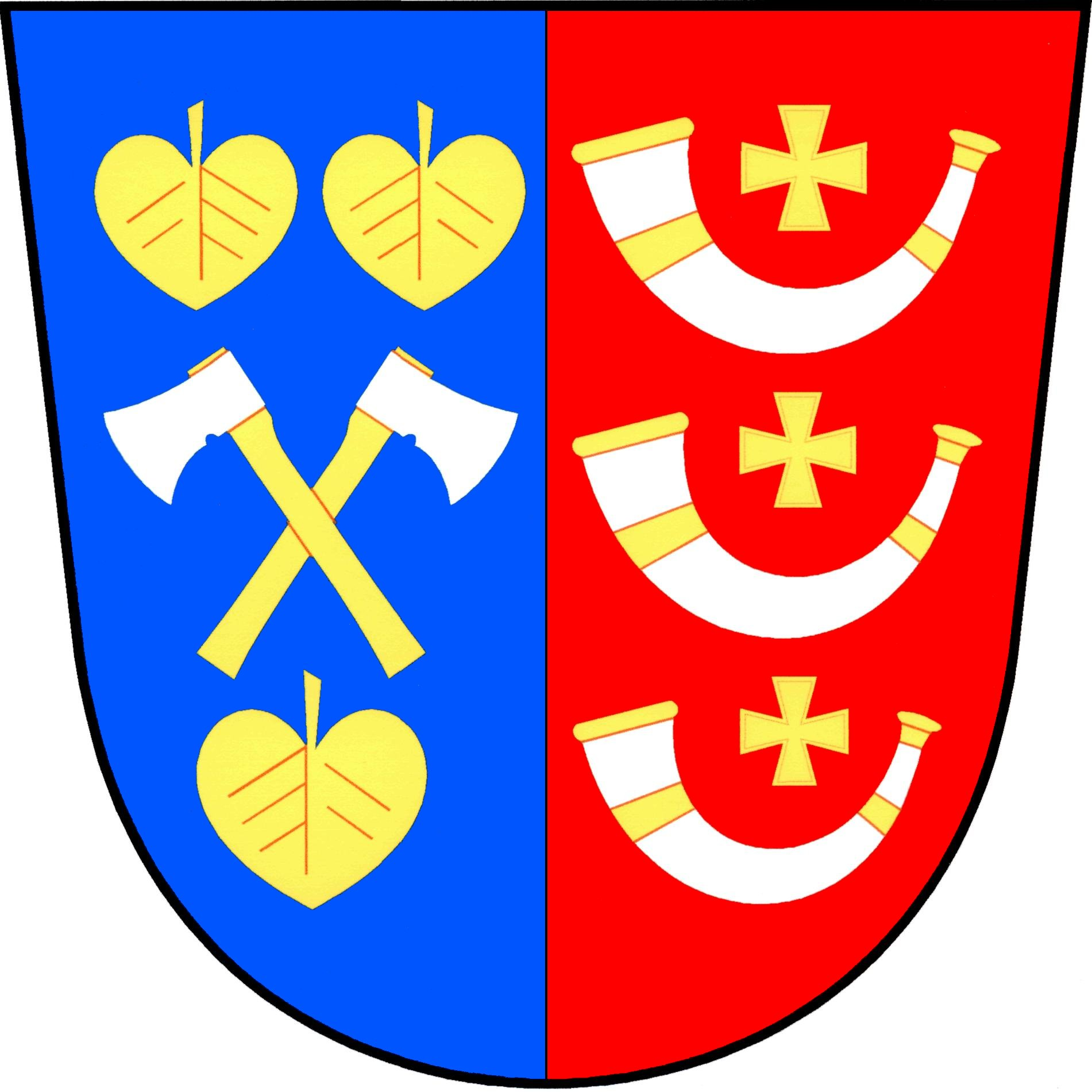
Lindenblätter (Lipová (Lindenhau)/CZ)
Lindenblätter (Lipová-lázně (Nieder Lindewiese)/CZ)
Lindenbaum (Leipalingis/LT)
Schildfuß als ausgezogenes Lindenblatt (Weng/DE)
Lindenzweig aus Dreiberg wachsend (Unterwaldhausen/DE)
Lindenbaum auf einem Dreiberg mit Pflugschar (Altenberge/DE)
Lindenbaum auf einem Dreiberg mit seitlich je einem Richtschwert (Dingden/DE)
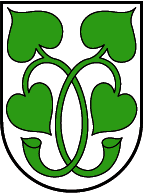
Zwei verschlungene Lindenzweige mit je zwei Blättern (Langenegg/AT)
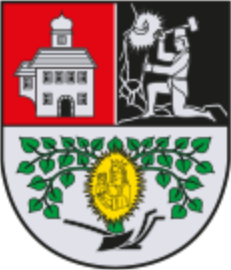
Lindenbaum mit Muttergottesschild und Pflug (Maria Lankowitz/AT)
Ausgerissenene, von Silber und Grün gespaltene Linde (Ladendorf/AT)
Gespaltener grüner Lindenzweig (Schenklengsfeld/DE)

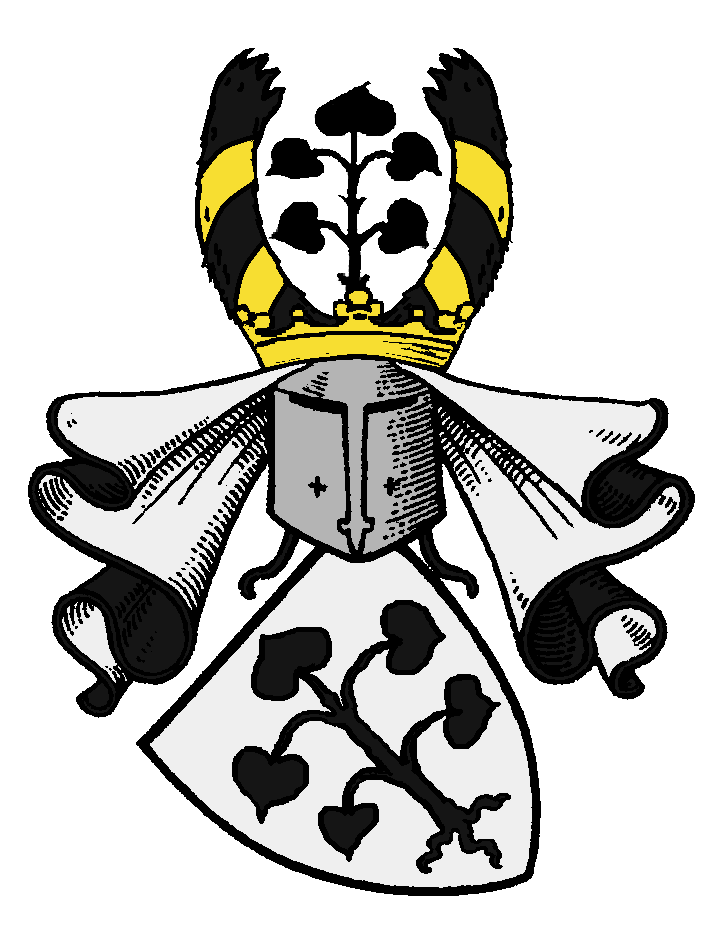
Das Stammwappen der Familie Hettersdorf zeigt in Silber eine entwurzelte fünfblättrige schwarze Lindenstaude. Auf dem Helm mit schwarz-silbernen Decken eine weitere Lindenstaude zwischen zwei mit goldenen Bändern umwundenen schwarzen Bärentatzen.
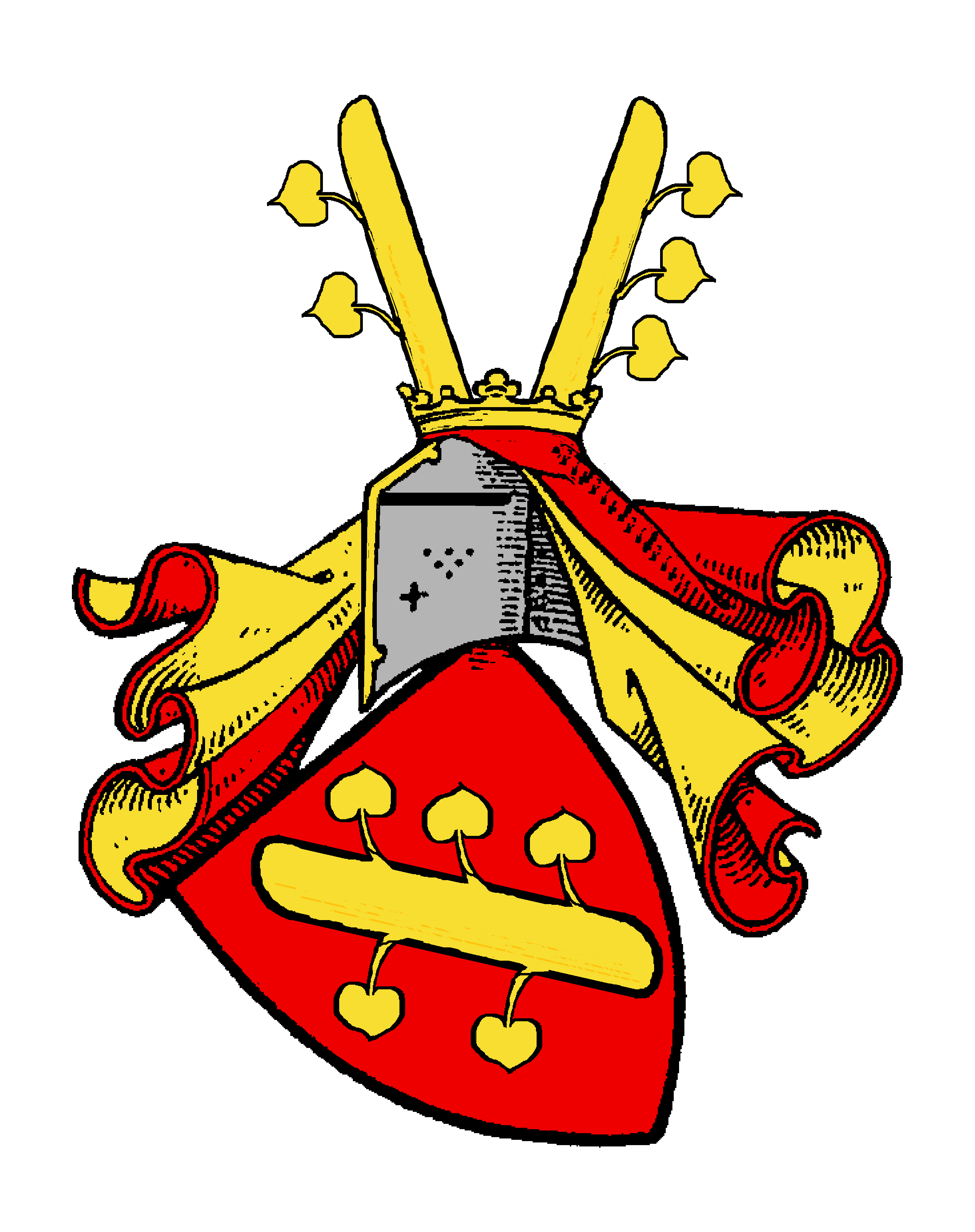
Das Stammwappen der Familie von der Linde zeigt in Rot einen schräg rechts gelegten goldenen Lindenast, oben mit drei, unten mit zwei Blättern. Auf dem gekrönten Helm mit goldenen und roten Decken, zwei gegeneinander gestellte Lindenäste, der rechte mit zwei, der linke mit drei Blättern.
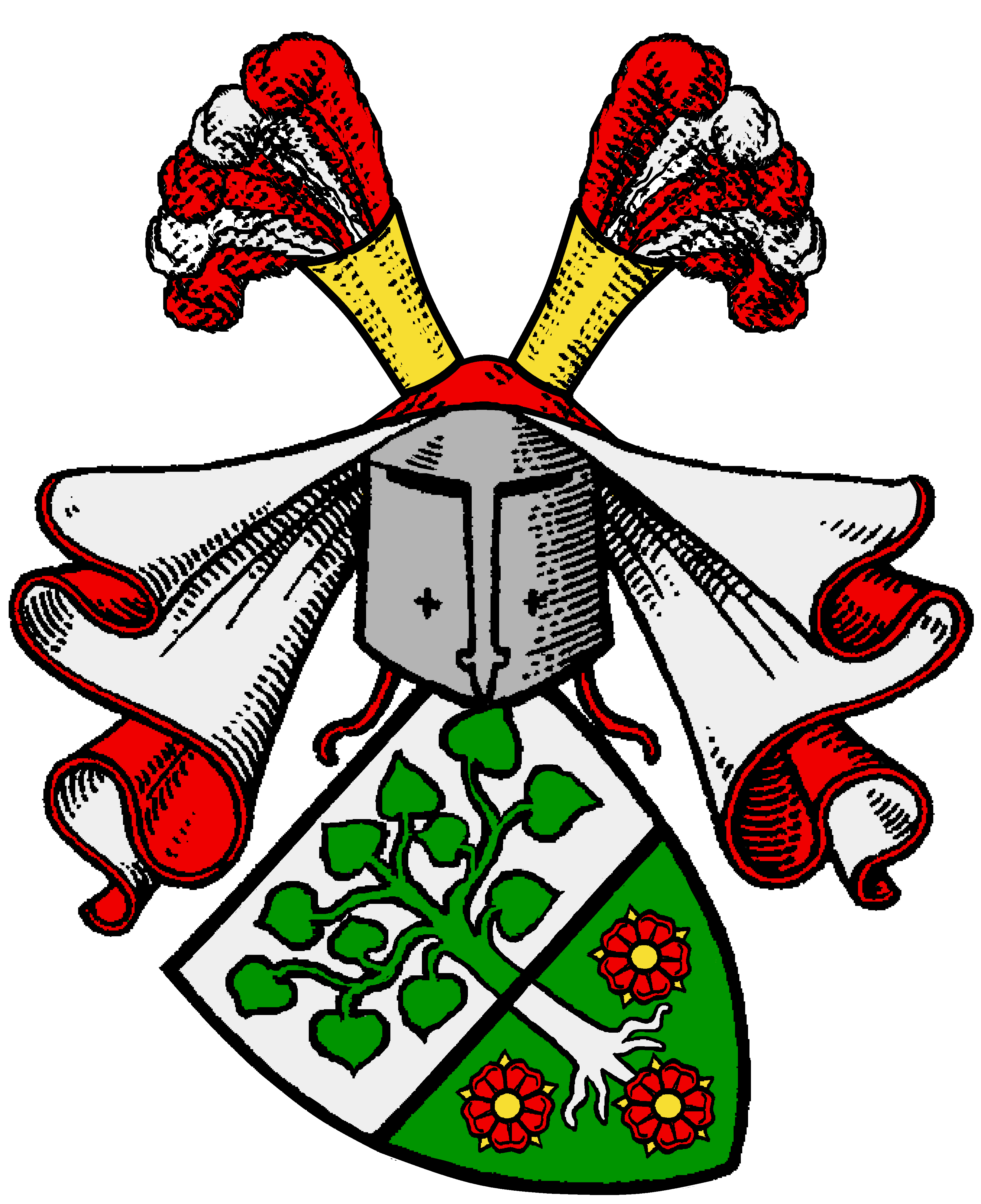
Das Stammwappen der Familie von Lindenau ist von Silber und Grün geteilt, darüber eine entwurzelte Linde verwechselter Farben, deren Stamm von zwei roten, gold besamten Rosen beseitet wird und deren silberne Wurzeln vorn mit einer gold besamten Rose belegt sind.
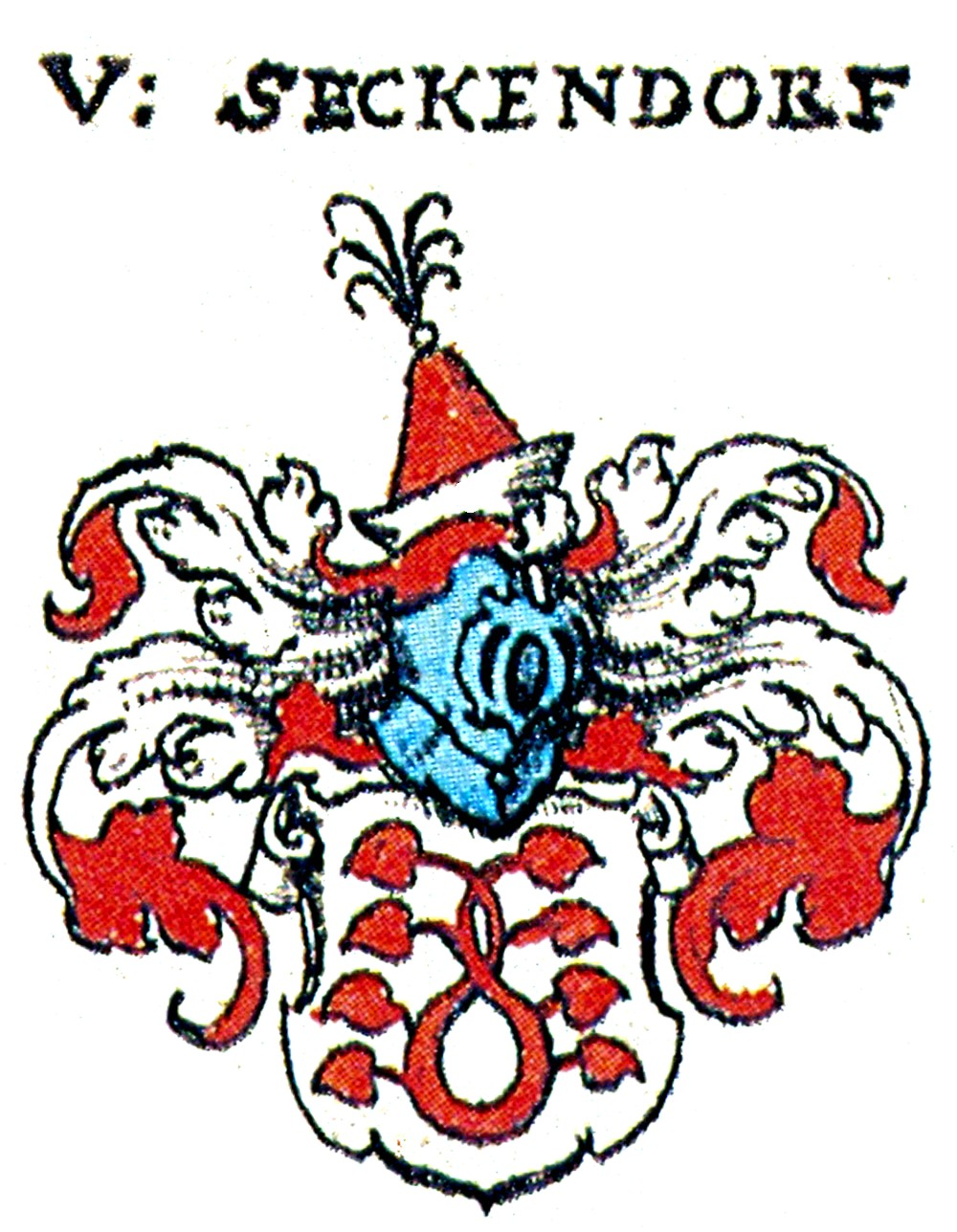
Wappen derer von Seckendorff: Das Stammwappen zeigt in Silber einen roten Lindenzweig in Form einer 8 mit vier untereinander stehenden gestielten roten Blättern an jeder Seite. Hier abgebildet in Siebmachers Wappenbuch.
Kärntner Wappen: Gekrönter Turnierhelm mit rotgoldenen Decken trägt zwei goldene Büffelhörner, die außen mit je fünf goldenen Stäbchen besteckt sind, von denen rechts je drei schwarze, links je drei rote Lindenblätter herabhängen
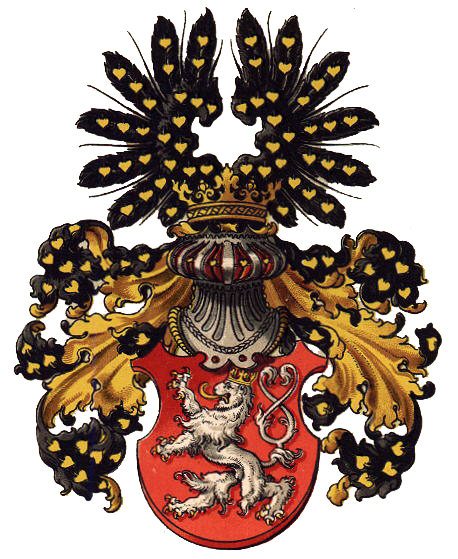
Königreich Böhmen: Oberwappen: Auf goldbekröntem, silbernem Spangenhelm mit schwarz-goldener Helmdecke ein offener schwarzer Flug, jeweils belegt mit goldenen Lindenblättern. Ströhl, 1890